# 리만-후르비츠 공식
기하학과 복소해석학에서 리만-후르비츠 공식(영어: Riemann–Hurwitz formula)은 주어진 곡면 위의 분기 피복(ramified cover)의 오일러 지표에 대한 공식이다.

## 역사
베른하르트 리만과 아돌프 후르비츠가 증명하였다.

## 정의
두 콤팩트 리만 곡면 {\displaystyle S,T} 사이에 정칙함수 {\displaystyle \pi \colon T\to S}가 존재한다고 하자. 이 함수가 {\displaystyle p\in T}에서 국소적으로 {\displaystyle z\mapsto z^{n}+O(z^{n+1})} ({\displaystyle n>1}) 꼴일 경우, 이를 분기점(영어: ramified point)이라고 하고, {\displaystyle e_{p}=n}을 그 분기 지표(영어: ramification index)라고 한다. {\displaystyle \pi }가 유한개의 분기점을 가지고, 분기점이 아닌 점에서는 국소 동형사상({\displaystyle N}중 피복 공간)이라고 하자. 그렇다면 두 리만 곡면의 오일러 지표 사이에 다음이 성립한다.
{\displaystyle \chi (T)=N\chi (S)-\sum _{p\in T}(e_{p}-1)}
여기서 {\displaystyle \sum _{p\in T}}는 {\displaystyle \pi }의 분기점들에 대한 합이다. 이 공식을 리만-후르비츠 공식이라고 한다.
이 공식에 따라서, 낮은 종수에서 높은 종수로 가는 분지 피복은 존재하지 않는다. 또한, 종수 0의 리만 곡면 위에는 분지점이 없는 피복은 존재하지 않는다.

## 예
바이어슈트라스 타원함수 {\displaystyle \wp (\cdot ,\Lambda )\colon \mathbb {C} /\Lambda \to {\hat {\mathbb {C} }}}는 타원곡선 {\displaystyle \mathbb {C} /\Lambda }에서 리만 구면으로 가는 정칙함수다. 이는 2중 피복이며, 또한 네 개의 분기 지표가 2인 분기점을 갖는다. 따라서
{\displaystyle 0=2\cdot 2-4\cdot (2-1)}
이다.
리만 구면위에서 다음과 같은 정칙함수 {\displaystyle {\hat {\mathbb {C} }}\to {\hat {\mathbb {C} }}}, {\displaystyle z\mapsto z^{N}}을 생각하자 ({\displaystyle N>1}). 그렇다면 이는 {\displaystyle N}중 분지 피복이며, 그 분기점은
- {\displaystyle z=0}, 분지 지표 {\displaystyle n}
- {\displaystyle z={\widehat {\infty }}}, 분지 지표 {\displaystyle n}

이다. 따라서 리만-후르비츠 공식은
{\displaystyle 2=N\cdot 2-(n-1)-(n-1)}
이다.

## 참고 문헌
- Hartshorne, Robin (1977). 《Algebraic Geometry》. Graduate Texts in Mathematics (영어) 52. Springer. doi:10.1007/978-1-4757-3849-0. ISBN 978-0-387-90244-9. ISSN 0072-5285. MR 0463157. Zbl 0367.14001.